# Petr Mucha
Petr Mucha ( 3. července 1902 osada Veselá– 24. června 1934 Čáslav) byl československý atlet a automobilový závodník. Jeho otcem byl Petr Mucha, řídící učitel školy ve Veselé a matkou Anna Muchová roz. Barborská. Ing. Petr Mucha zemřel na následky zranění po automobilové nehodě 24. června 1934 v nemocnici Čáslav.

## Životopis
Vystudoval 1. českou státní reálku v Brně a poté obor strojního inženýrství na České vysoké škole technické v Brně. Po 2. státní zkoušce vykonané v roce 1926 dosáhl na akademický titul inženýra. Po úspěšném skončení studií podnikl studijní cestu do Francie (Faculté des sciences, studium teorie spalovacích motorů), kde mimo jiné navštívil i většinu automobilek v Paříži (Peugeot, Farman, Citroën). Zde využil i svou výbornou znalost francouzštiny (ovládal i několik dalších jazyků). Byl vynikajícím znalcem automobilových konstrukcí, aktivně se automobilismu věnoval jako závodník, propagátor tohoto sportu i činovník v Autoklubu Republiky Československé.
Po studiu byl krátce konstruktérem automobilky Tatra Kopřivnice a od roku 1928 byl šéfem zkušebního oddělení motorů v automobilce Praga. Psal pro Lidové noviny články do automobilové rubriky, publikoval také odborné články z oblasti motorismu. Již v roce 1928 zveřejnil ze svého pařížského pobytu v magazínu Auto odbornou stať Převodové skříně (č. 9, s. 549-553) a v Národních listech stať Konstrukční směry současného automobilismu (7. 10. 1928).

## Závodní kariéra

### Atlet
Za studií byl členem atletického oddílu SK Moravská Slavia v Brně. Závodil na středních tratích (1920–1925), po ukončení závodní dráhy se objevoval na všech atletických závodech a mezistátních utkáních jako hlasatel. Na 1. ročníku 17. června 1925 atletického utkání mezi studenty brněnské Techniky a Masarykovy univerzity obsadil 1. místo v běhu na 1500 m a 2. místo v běhu na 800 m.

### Automobilový závodník
Účastnil se řady automobilových závodů, jeho největším domácím úspěchem se stalo vítězství v I. ročníku prestižního závodu 1000 mil československých v roce 1933. 
V I. národní soutěži spolehlivosti a spotřeby, konané 3. srpna 1930 v okolí Slaného, obsadil 3. místo v kategorii automobilů do 2000 cm³ ing. Petr Mucha startující na voze Praga Alfa. Soutěž se jela jako okruhový závod na 6 kol o délce okruhu 23,2 km tzn. na 140 km. Ve vlastní soutěži spolehlivosti dojel P. Mucha bez trestných bodů a o konečném pořadí rozhodla spotřeba počítaná dle zvláštní formule. V Jihočeské zimní soutěži automobilů a motocyklů obsadil 1. února 1931 v I. kategorii Mucha s Pragou Alfa 3. místo, když jej překonali kolegové z týmu Praga, Boh. Kulich (1.) a J. Heusler (všichni Praga Alfa). V Soutěži spolehlivosti Moravou (5.-6. dubna 1931) startoval opět s Alfou. Protože některé úseky trati v Beskydech byly zasněžené, byla krátce před startem soutěže trasa mírně změněna. Soutěž spolehlivosti aut a motocyklů Moravou byla konána jako dvoudenní velikonoční jízda a byla označena brněnskými Lidovými novinami jako z nejzajímavějších a nejúspěšnějších cestovních soutěží sportovního kalendáře čs. automobilismu vůbec. Po ujetí 825 km skončila na velikonoční pondělí v Brně. Z 61 startujících do cíle bez trestných bodů dojelo 50 strojů, z toho 35 automobilů. V týmech uspěl i tým Praga Alfa I. ve složení Schenk, inž. P. Mucha a J. Heussler a obdržel pozlacenou plaketu. Všichni tito 3 jezdci obdrželi i bronzové plakety za hodnocení v jednotlivcích. Dále startoval i na Lounské růžicové jízdě (14. června 1931) a na Soutěži Napříč Šumavou (5. července 1931). Mimo soutěží Mucha uspěl v závodě do vrchu Barrandov (12. července 1931). Ve sportovních vozech do 2 l obsadil 2. místo (2:03,3 min). Celkovým vítězem závodu v poli 42 startujících se stal Miloš Bondy na závodním Bugatti T35 v čase 1:48,93 min. Rovněž na 2. místě v kategorii sportovních vozů do 2 l skončil v mezinárodním závodě do vrchu na trati Ploskovice - Horní Řepčice u Litoměřic. Ke trati dlouhé 4 km se stoupáním 94 m, maximálním 9% a s 10 zatáčkami se 13. září 1931 sjelo rekordních 40000 diváků a 70 strojů. Celkovým vítězem se stal Heinrich-Joachim von Morgen na závodním Bugatti T35B.

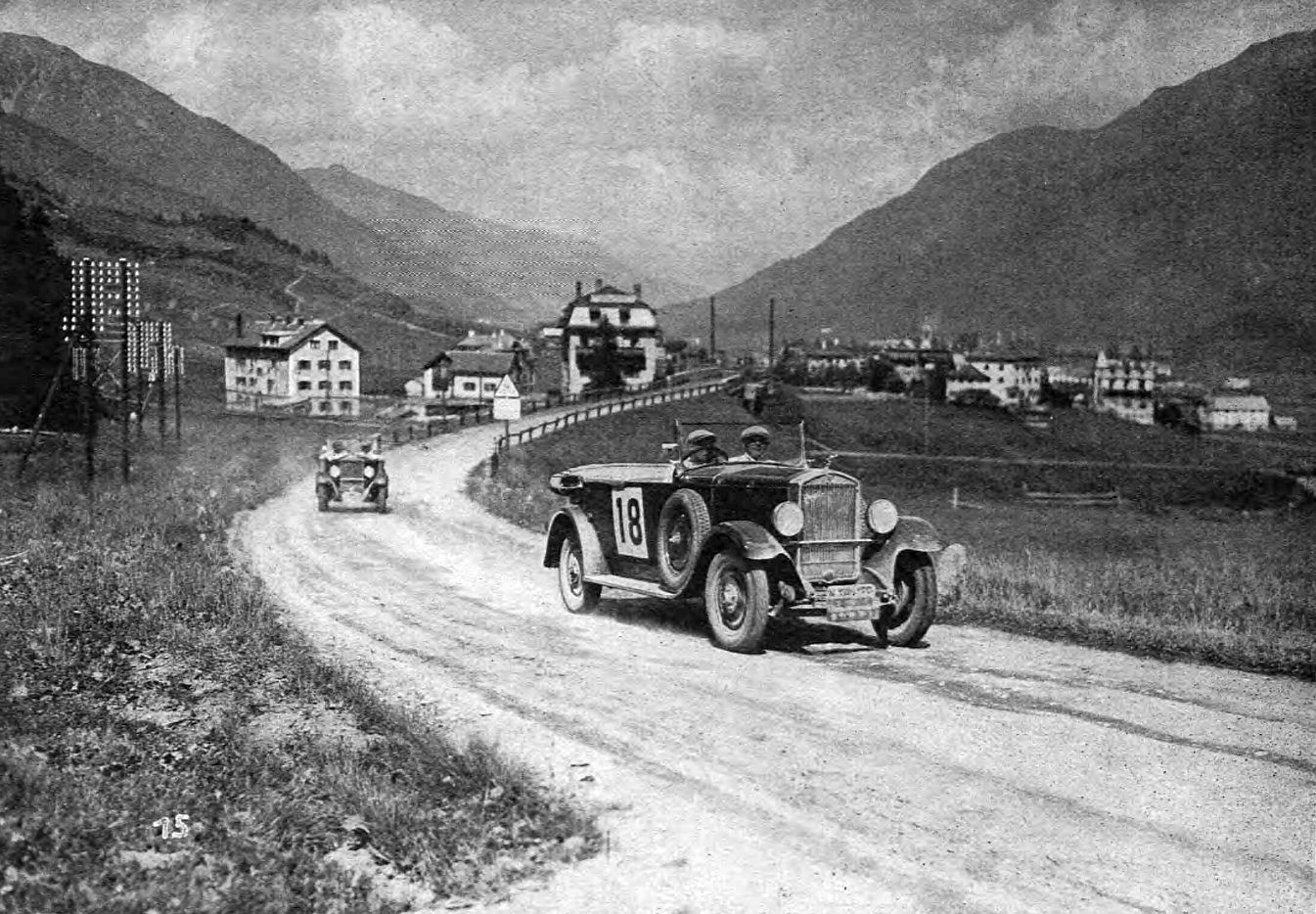
Mezinárodní alpská soutěž 1931, Ing. Petr Mucha, Praga Alfa, Sv. Mořic

V roce 1931 byl účastníkem týmu Praga v Mezinárodní alpské jízdě (30. července-6. srpna). Trať soutěže měřila úhrnem 2364,8 km a byla rozdělena v šest denních etap. Jelo se z Mnichova přes Innsbruck, Sv. Mořic, Turín, Nice, Ženevu a soutěž končila v Bernu. Na vozech Praga Alfa (1795 cm³) startovaly v týmech posádky Mucha-Knytl, Synek-Hříbal a Kulich-Pachr. Mimo těchto vozů z třídy 1100-3000 cm³ startovaly v soutěži i 3 vozy Praga Piccolo (500-1100 cm³). Posádkám na "Pikolkách" se podařilo ve III. skupině jako týmu zvítězit.

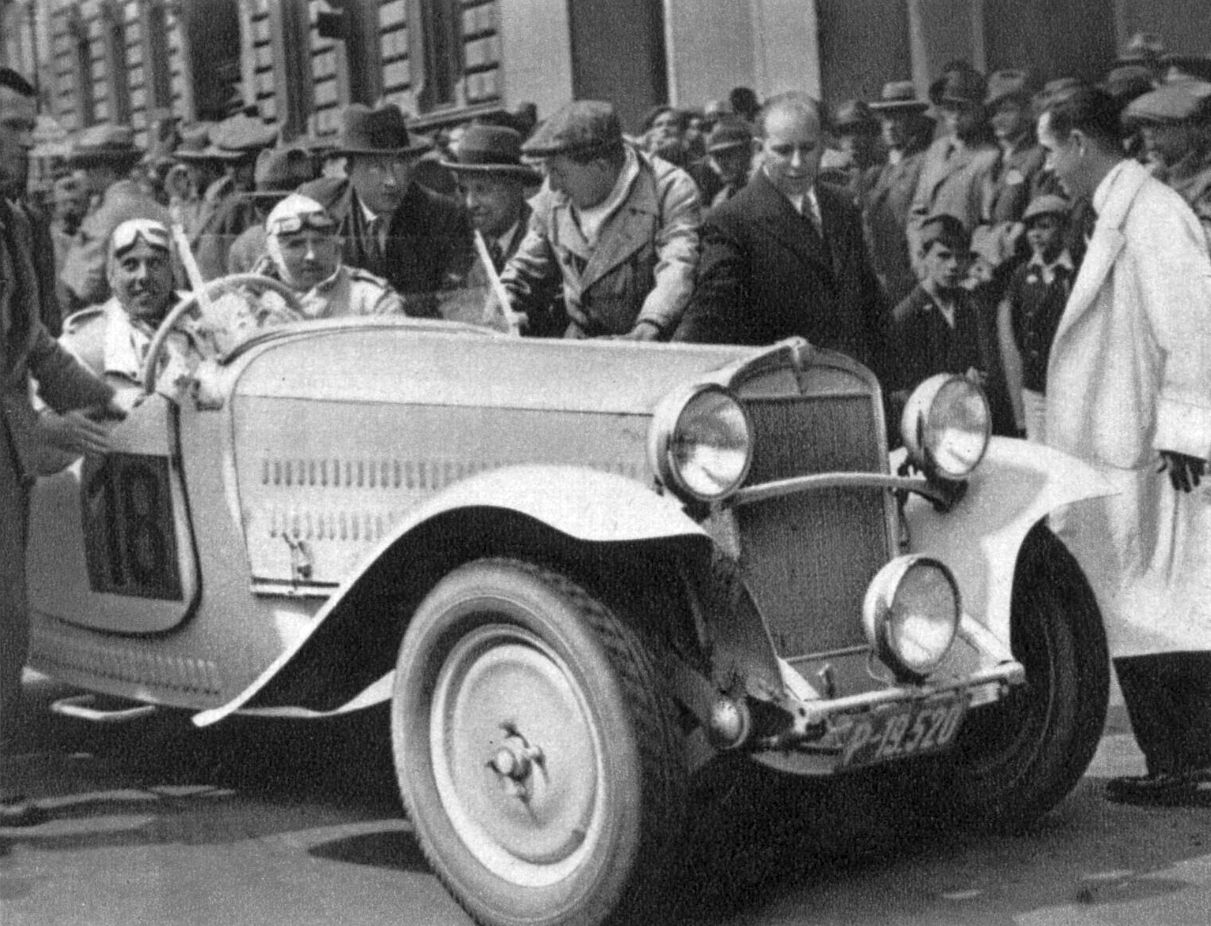
Vítězná posádka Mucha-Urban po dojezdu do cíle 1000 mil čs. (1933)

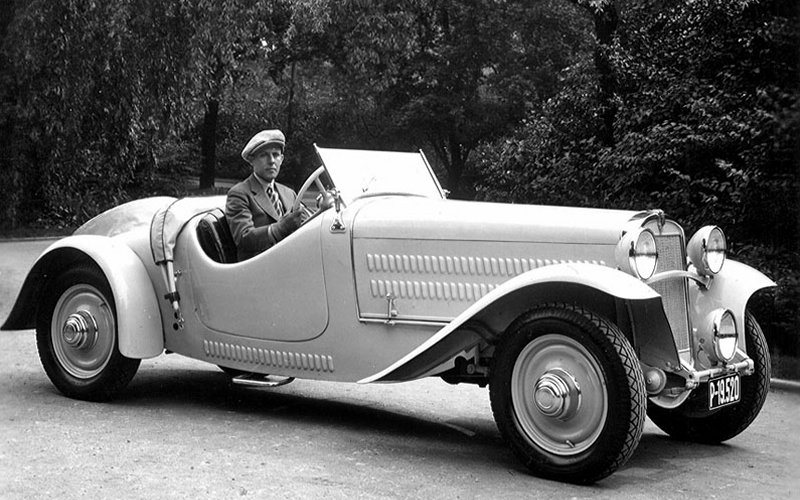
Petr Mucha, Praga Alfa 1800, vítěz 1000 mil československých (1933)

První ročník závodu 1000 mil československých se jel 10. a 11. června 1933. Závod se jel na trati: Praha-Bratislava-Praha-Bratislava-Praha v úhrnné délce 1592,8 km. Bylo do něj přihlášeno 60 automobilů, z nichž 57 odstartovalo do závodu. Nejpočetněji byla obsazena třída do 1100 cm³, kde odstartovalo 20 posádek, a do 1500 cm³ s 13 posádkami. Jednotlivé třídy startovaly po jednotlivých kategoriích hromadně v intervalech jedné hodiny. Závod byl odstartován ministrem průmyslu, obchodu a živností Josefem Matouškem přesně ve 12 hodin pro vozy nejslabší kategorie. V závodě v celkovém pořadí zvítězil jezdec automobilky Praga Petr Mucha s Karlem Urbanem na voze Praga Alfa 1800 Roadster. Ing. Mucha, startující v třídě do 2000 ccm jako soukromník - tedy ne oficiálně za továrnu, se dostal na začátku druhé etapy z druhého na první místo před Adolfa Szczyzyckého (Wikov 35 Kapka s motorem z Wikov 40). Mucha uhájil 1. místo až do cíle, absolvovav celou soutěž v nejkratším čase. V závěru soutěže se na něj dotahoval Jindřich Knapp na Walter Junioru S. Nebýt Knappova téměř hodinového zpoždění na trati (Mucha vyhrál o 54 minut), mohl být závěr závodu velmi vzrušující. Šestiválcová Praga Alfa 1,8 l (podle některých pramenů měl vůz zvýšený zdvihový objem válců na 1940 cm³) posádky ing. Petra Muchy byla ve startovní listině zapsána pod pseudonymy jezdců „FLY“ (anglicky moucha) a „Kája“. Dosáhli času 19:01:15 h při průměrné rychlosti 83,76 km/h. Získali i Cenu ministerstva národní obrany pro nejlepšího domácího jezdce na domácím stroji. Další cena Autoklubu Republiky Československé jim byla přidělena za nejlepší výsledek v celkové klasifikaci.

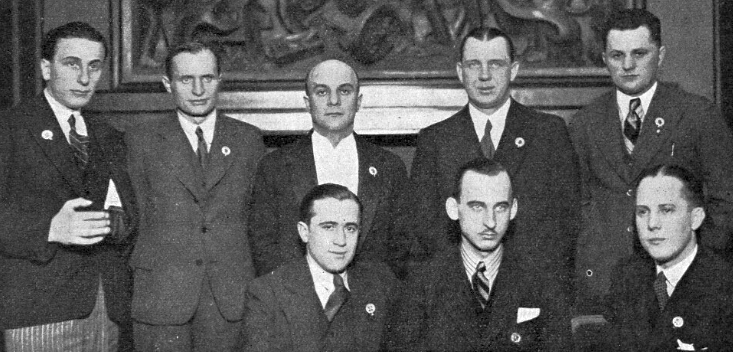
Nejúspěšnější závodníci ČSR v roce 1933. Držitel zlatého odznaku AKRČs ing. Petr Mucha první zprava v dolní řadě.

V létě 1933 se zúčastnil Mezinárodní alpské jízdy (Coupe Internationale des Alpes), která byla v tomto roce největší evropskou soutěží cestovních vozů. Soutěž byla pětidenní, vedla z Meranu přes Cortinu d´Ampezzo, Davos, Sv. Mořic, Lugano, Turín a Grenoble do Nice. Z celkového počtu 121 jezdců dokončilo závod 92 a mezi nimi dva Čechoslováci, Ing. Mucha na voze Praga a Dr. Sandholzer na voze Tatra.
Sportovní komise AKRČs. přezkoumala výsledky docílené čsl. jezdci v r. 1933 a usnesla se vyznamenat deset jezdců za mimořádné úspěchy, docílené v r. 1933. Byli to: F. Brand, Ing. P. Mucha a B. Sojka, kteří získali zlatý odznak Sportovní komise AKRČs. a F. Juhan, J. Knapp, J. Kubíček, L. Nerad, Zd. Pohl, A. Szczyzycki a A. Vitvar, kteří obdrželi odznak stříbrný. Odznaky byly odevzdány na slavnostním zasedání nejúspěšnějším jezdcům 16. prosince 1933 v Autoklubu RČs.

## Smrtelná nehoda
O rok později postavil ing. Mucha na stejný podvozek aerodynamickou karoserii Praga Super Piccolo (1661 cm³), čímž vůz získal značně na rychlosti. Byly postaveny tři speciály s proudnicovou karoserií z hliníkových slitin. Světlomety zapuštěné do blatníků doplňoval ještě třetí centrální světlomet. Podběhy zadních kol dostaly boční kryty, závěsy dveří a klik byly zapuštěny do karoserie. Střecha vozu pozvolna splývala k zaoblené zadní odtokové hraně. Právě při tréninku na další ročník 1000 mil Mucha s tímto kupé brzo ráno 6. června 1934 havaroval poblíž obce Horky, v úseku mezi Golčovým Jeníkovem a Čáslaví, na státní silnici Praha-Brno. Vůz při rychlosti 130-140 km/h se na nerovné silnici rozkmital, dostal se do smyku, narazil na třešeň a telegrafní sloup, přičemž se urazila i střecha vozu. Mucha byl po havárii v bezvědomí až do druhého dne dopoledne. První ošetření provedl MUDr. Straka z čáslavské nemocnice, z Prahy byl urychleně přivolán proslulý chirurg prof. MUDr. Arnold Jirásek, který Muchu operoval.
Traduje se, že si Mucha nechal v pokoji postavit zrcadlo tak, aby z okna viděl na závod, který se jel 9. až 10. června 1934 také přes Čáslav. Mucha byl operován v čáslavské nemocnici, ale po osmnácti dnech od havárie 24. června 1934 zemřel na následky utrpěných zranění.
Ing. Petr Mucha je pohřben na Ústředním hřbitově města Brna. Při pohřbu 27. června 1934 promluvil mj. i zástupce Autoklubu RČS, předseda jeho sportovní komise Vilém Heinz.

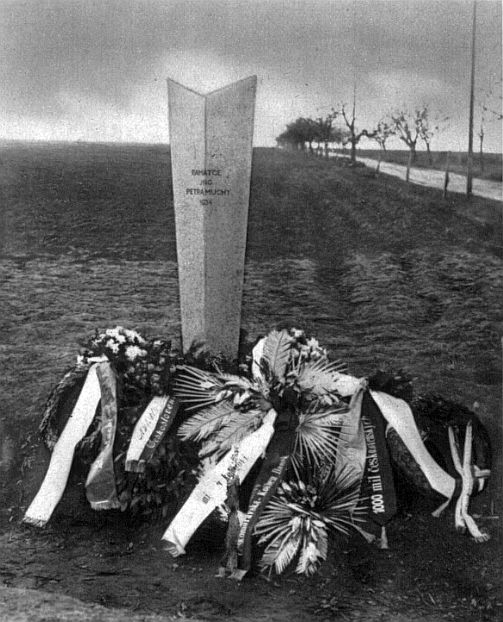
Památník ing. Petra Muchy

## Vzpomínky
Na místě havárie byl 16. prosince 1935 odhalen pomník s prostým nápisem: „Památce Ing. Petra Muchy“, letopočtem 1934 a odznakem Autoklubu RČs. Automobil Praga Alfa z roku výroby 1932, na kterém ing. Petr Mucha zvítězil v závodě 1000 mil československých, byl renovován Petrem Sazimou. Pravidelně se zúčastňuje veteránských výstav a soutěží (Automobilové klenoty, závod Zbraslav-Jíloviště, 1000 mil československých atd.).

## Galerie

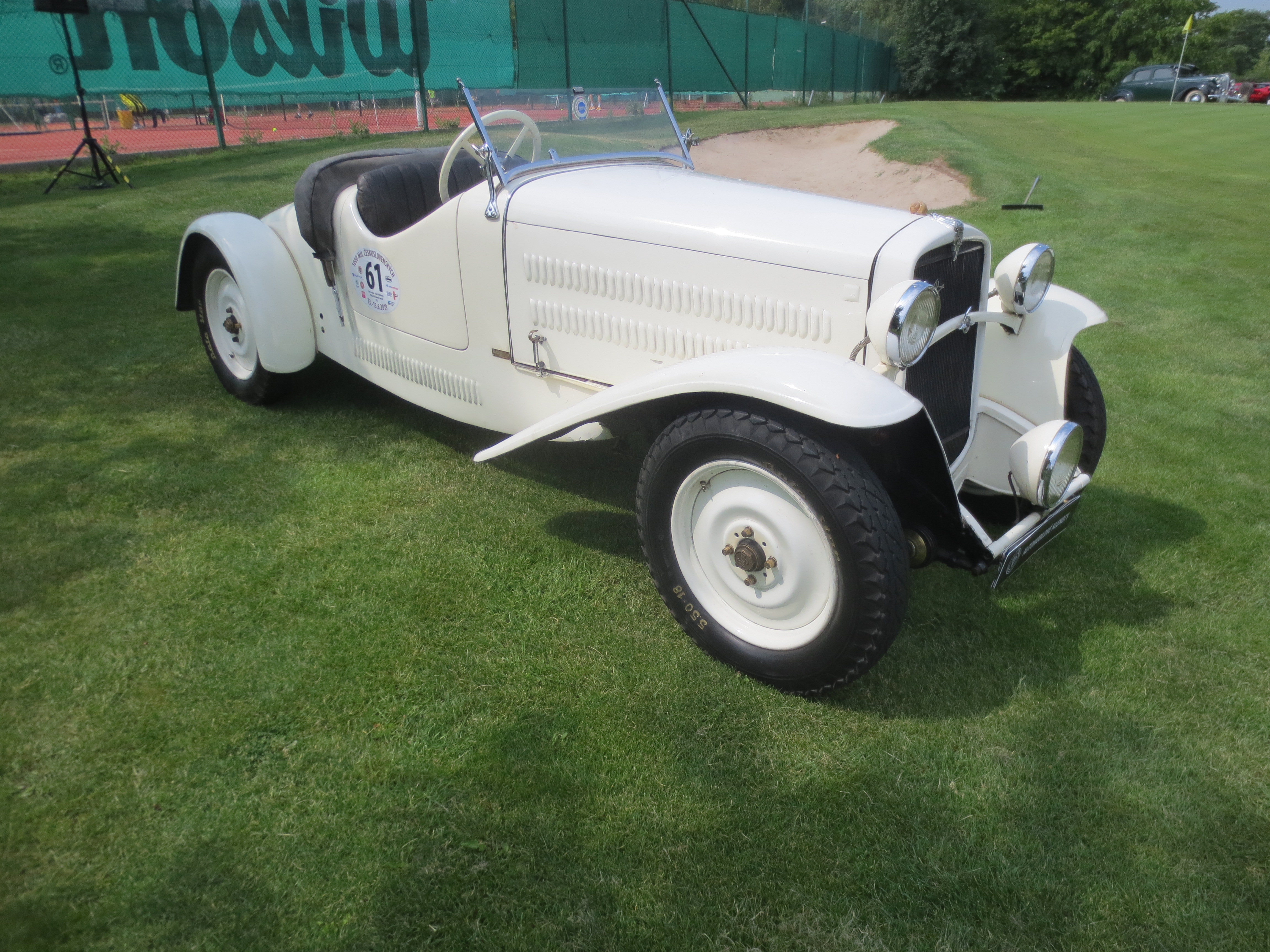
Praga Alfa 1800 roadster (1932)
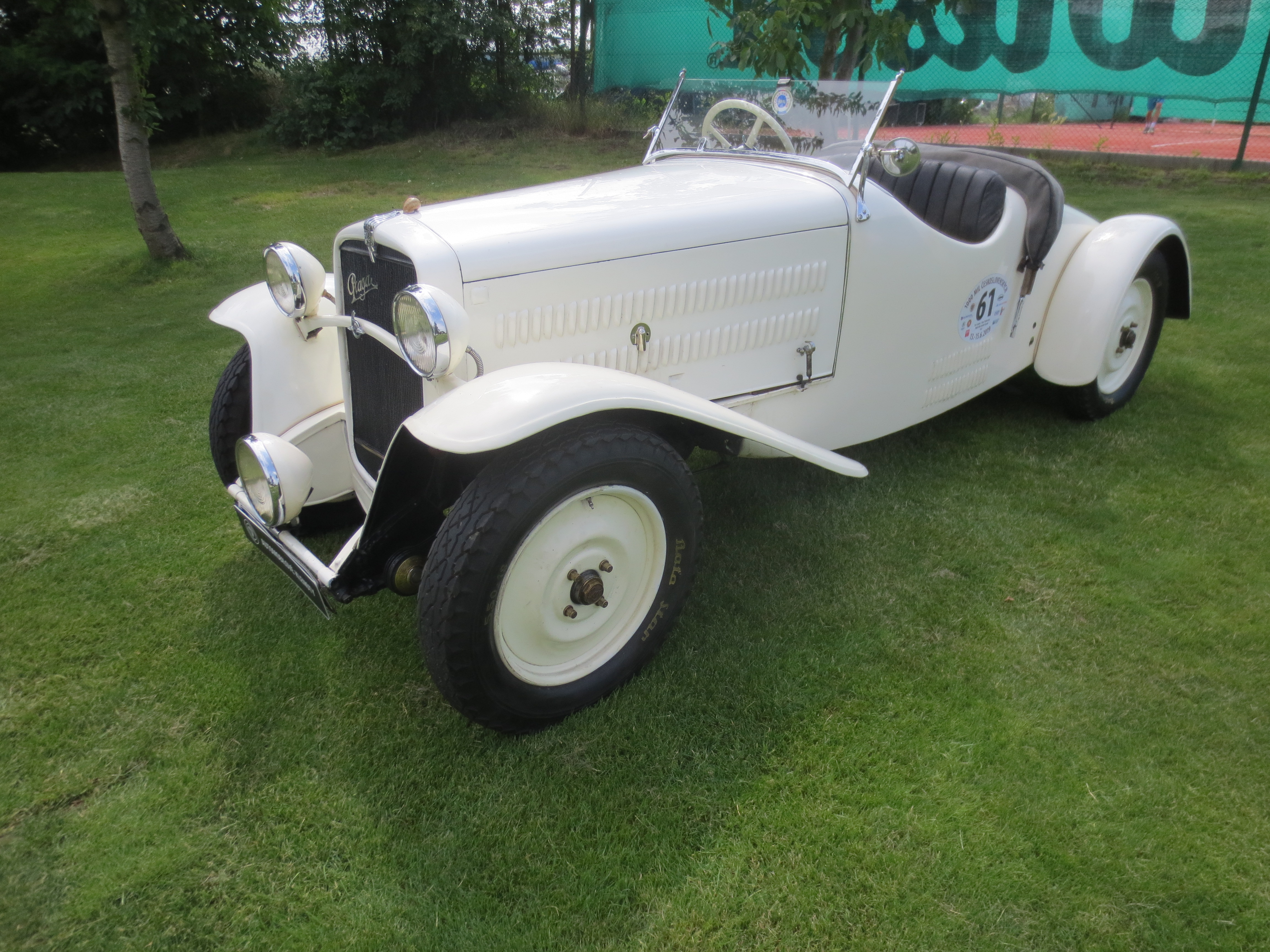
Praga Alfa 1800 roadster (Automobilové klenoty 2019)
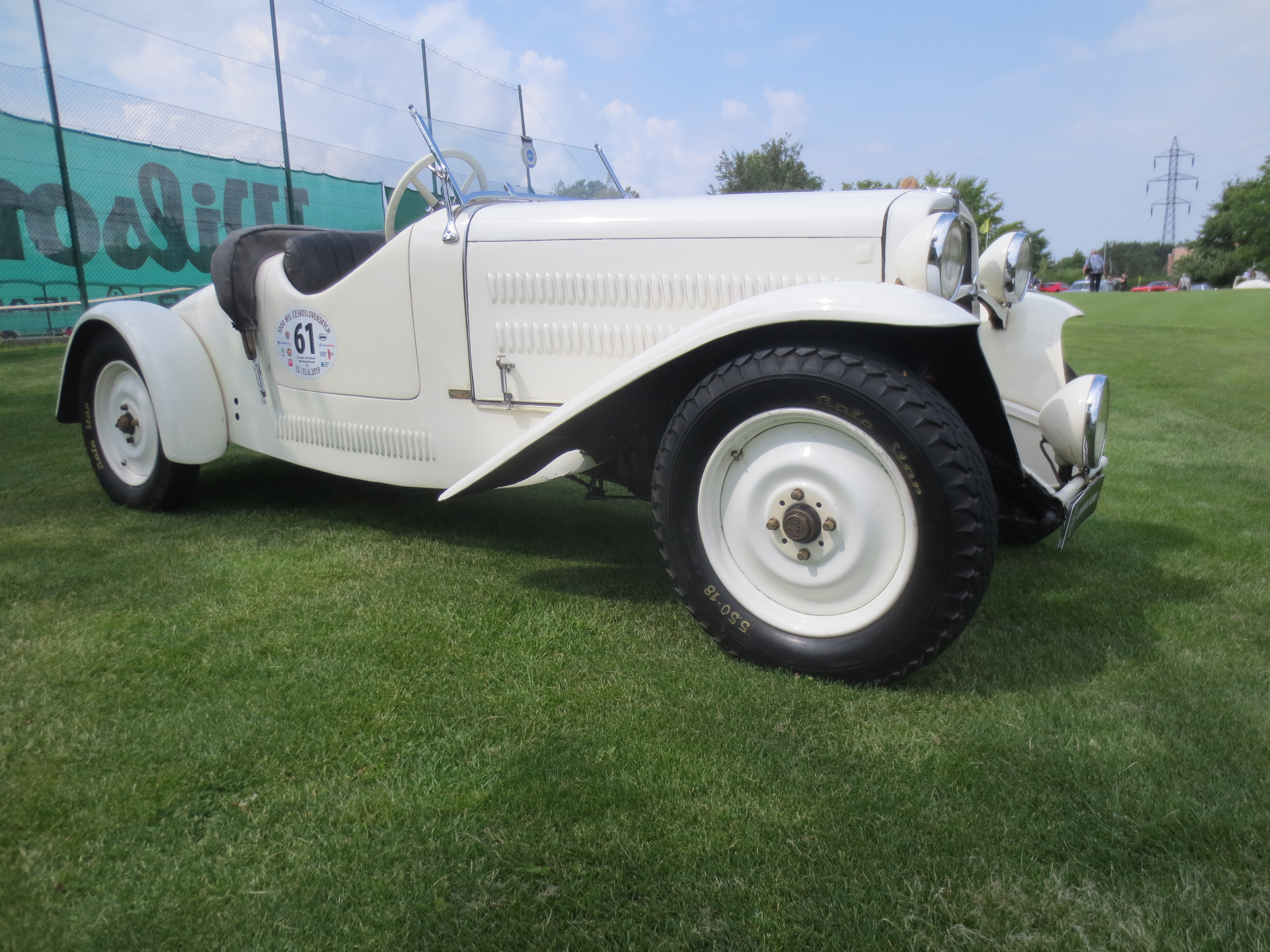
Praga Alfa 1800 roadster
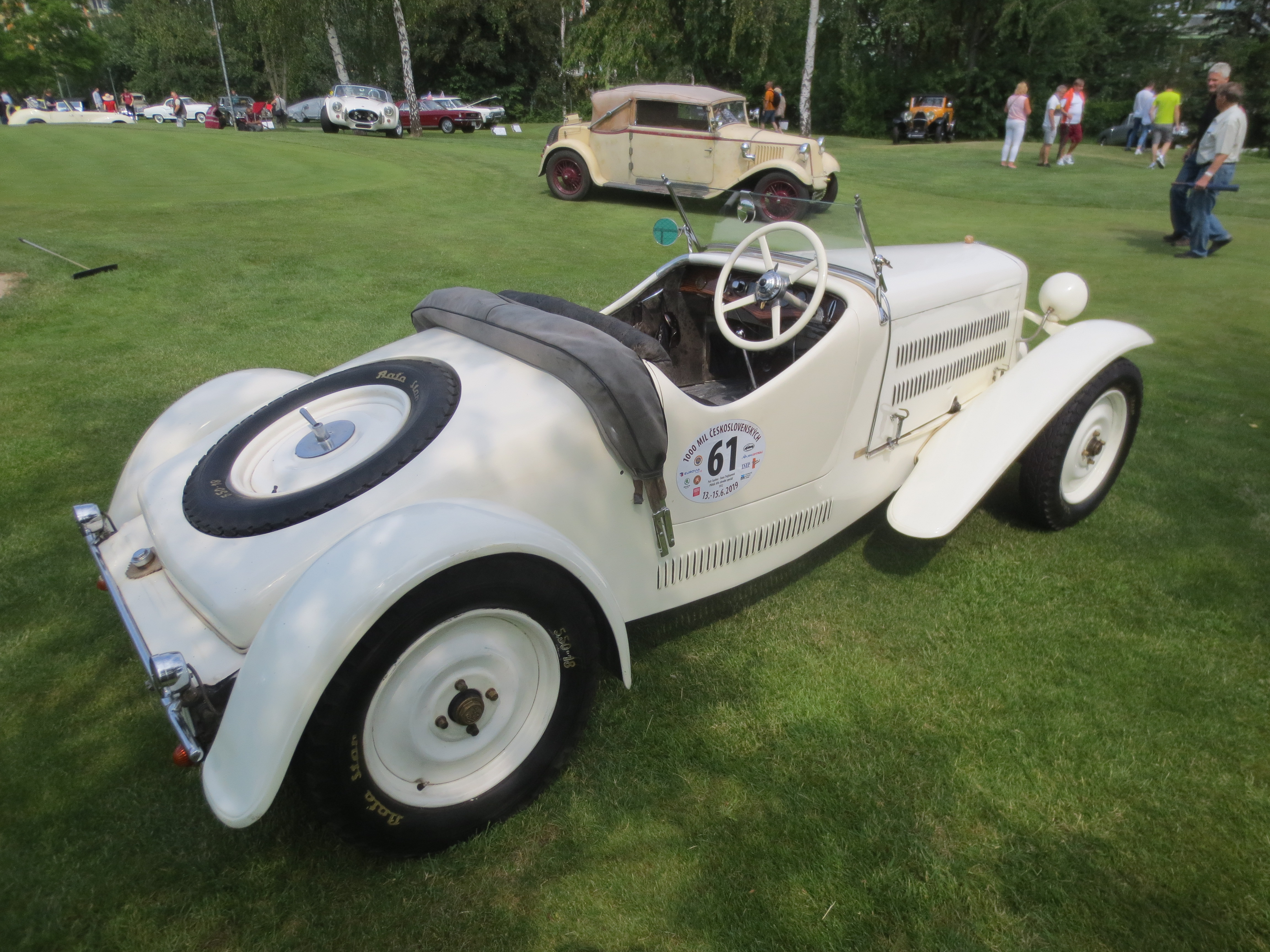
Praga Alfa 1800 roadster, zadní pohled
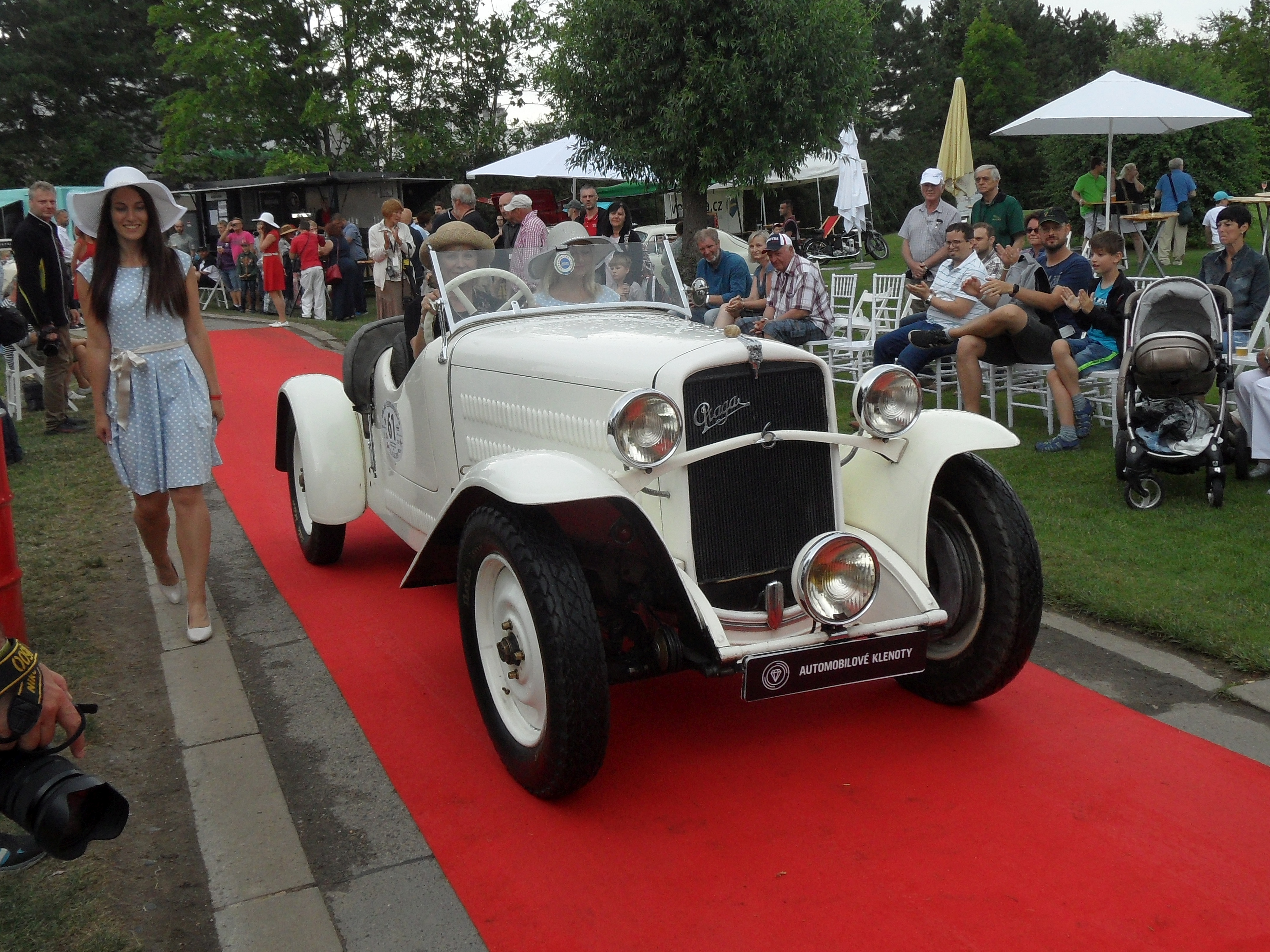
Praga Alfa 1800, Automobilové klenoty 2019, Soutěž elegance
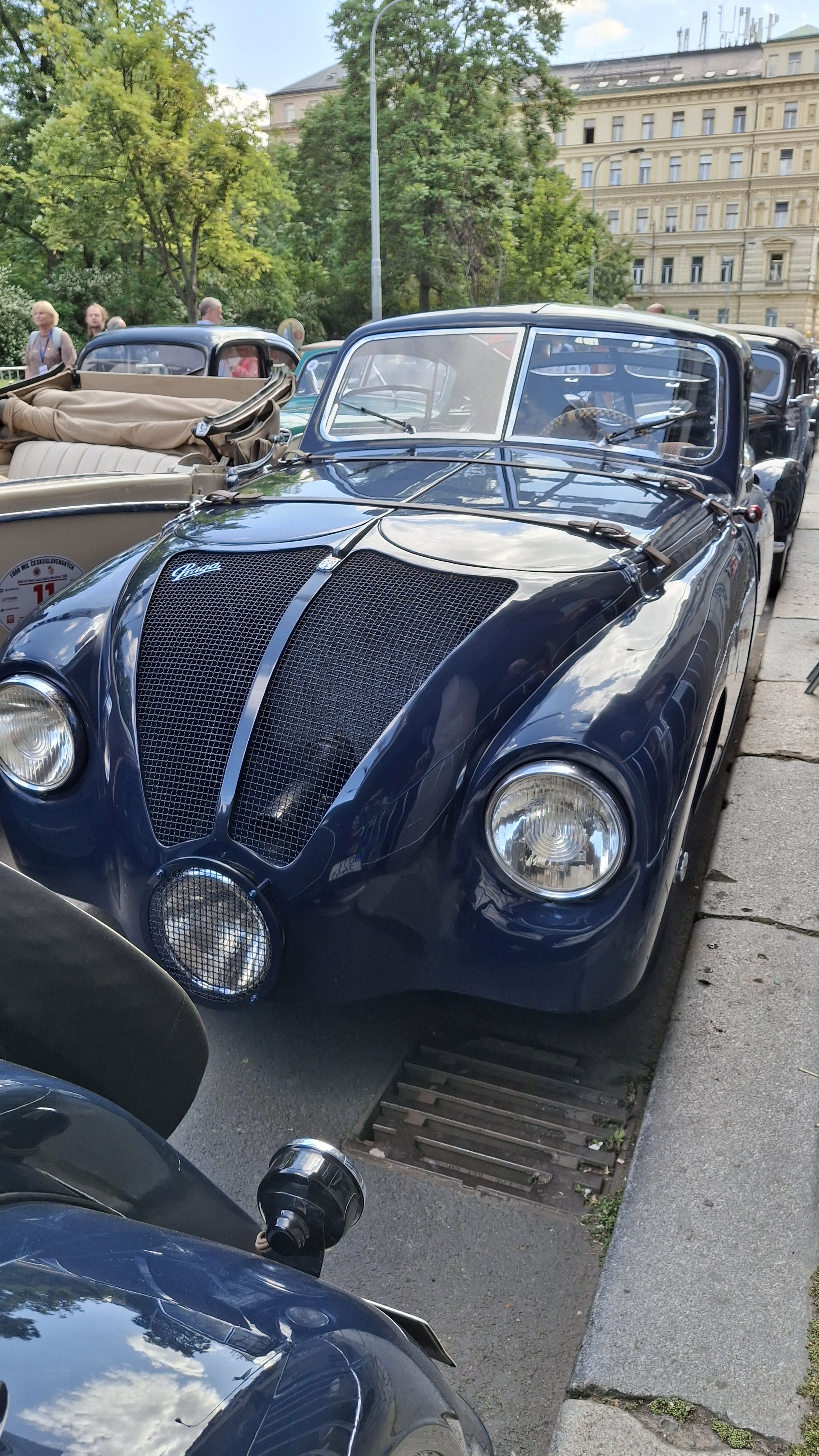
Praga Super Piccolo před startem jízdy 1000 mil československých (2025)
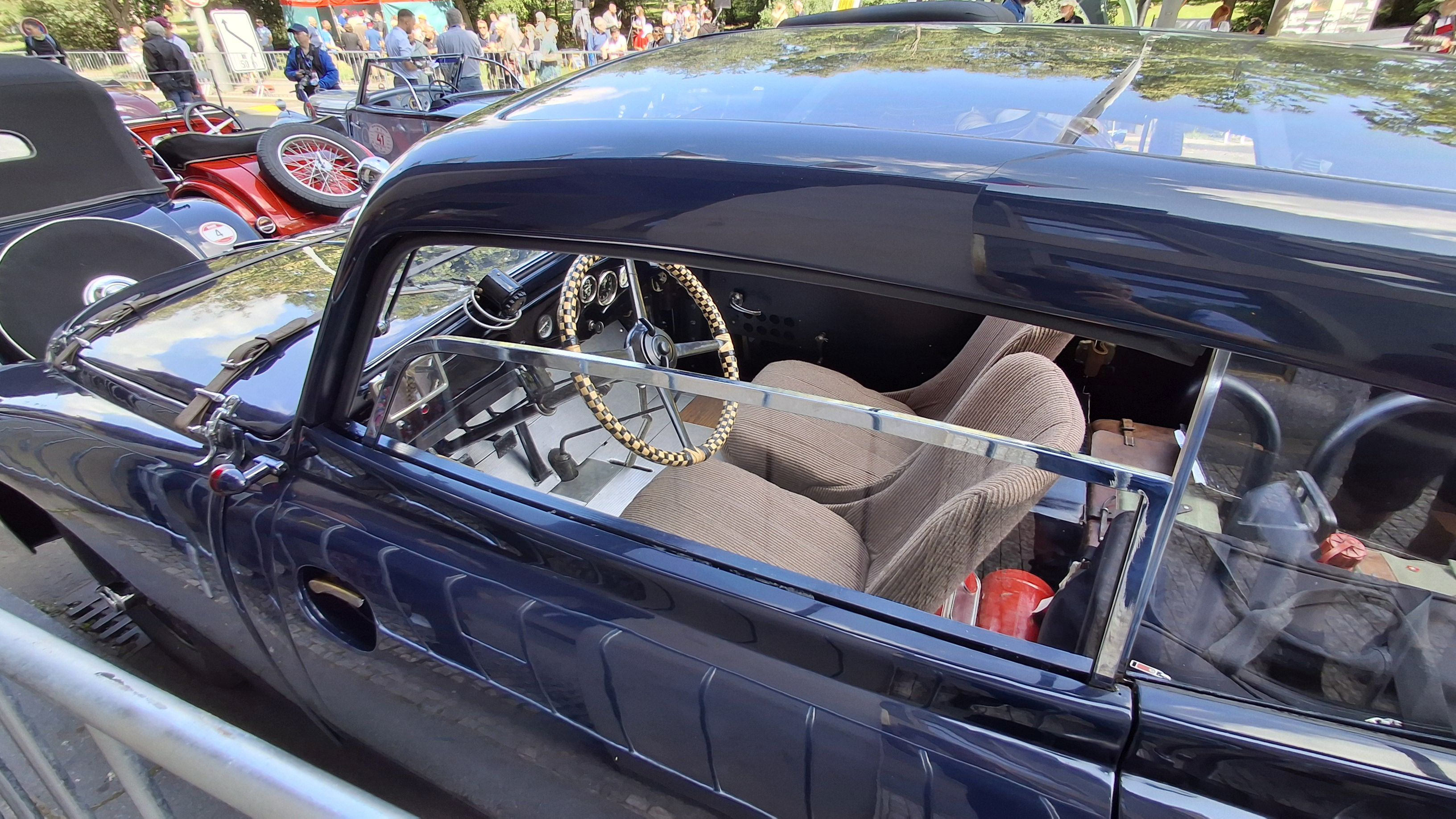
Praga Super Piccolo (1934)
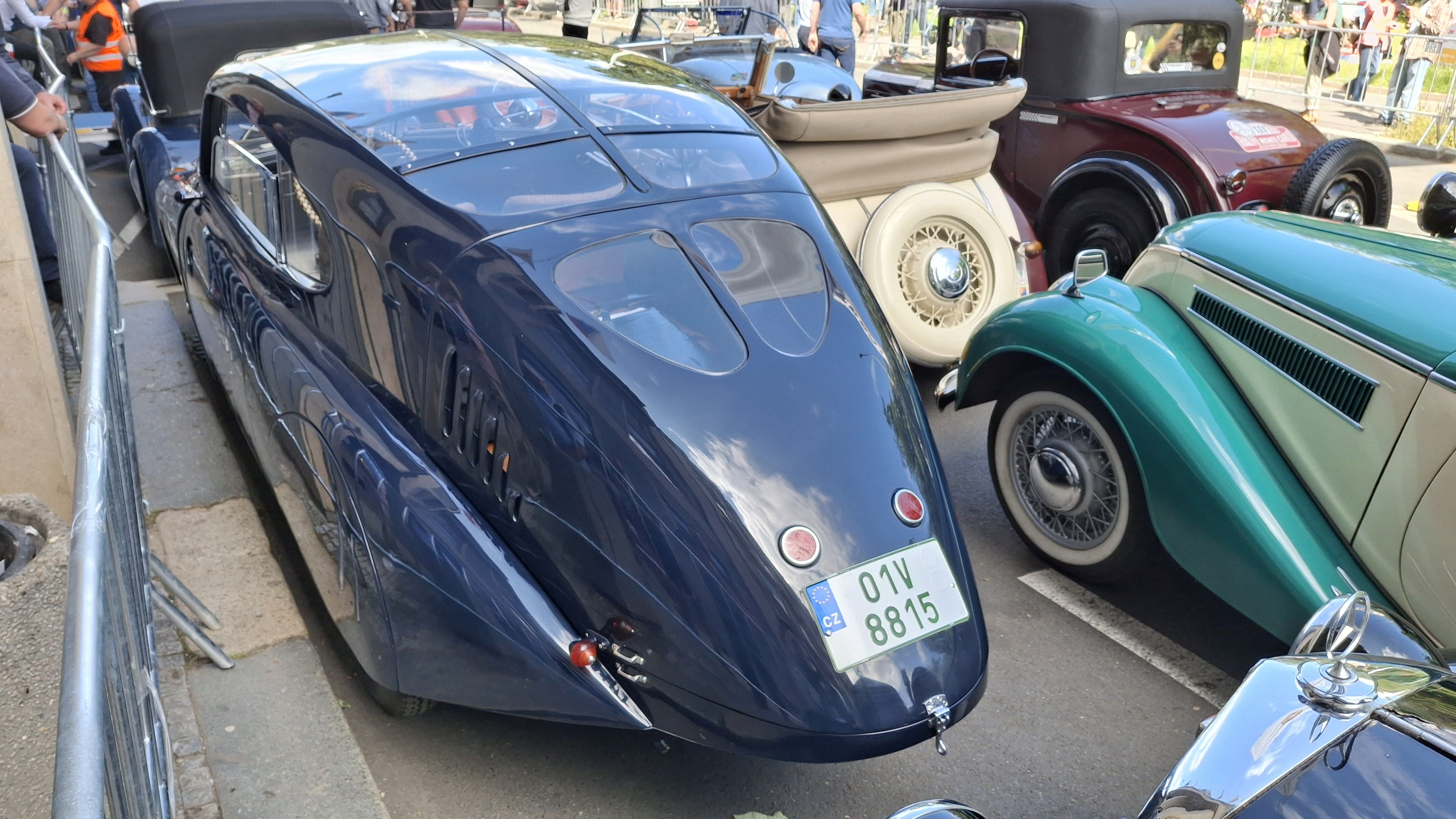
Praga Super Piccolo, 1000 mil československých 2025